# Renault R-35/39/40
Francouzská firma Renault zahájila roku 1933 vývoj lehkého pěchotního tanku, který měl nahradit zastaralý typ Renault FT-17. Prototyp byl vyroben v roce 1934, začátkem roku 1935 byly zahájeny jeho zkoušky, přičemž tank dostal typové označení R-35. Jeho korba byla snýtována ze tří odlévaných částí. Pohon zajišťoval motor Renault o výkonu 82 hp. Podvozek sestával z dvojice hnacích kol vpředu, pěti pojezdových kol, vlečeného napínacího kola a tří napínacích kladek. V odlévané věži byl instalován kanón SA-18 ráže 37 mm spolu s koaxiálním kulometem Chatellerault ráže 7,5 mm. Později dostal tank nový kanón SA-38 s vyšší účinností, tyto nové stroje dostaly označení R-39. Upravenou verzi tanku s modernizovaným podvozkem a kanónem SA-38 produkovala i francouzská společnost AMX (Atelier de Construction d’Issy-les-Moulineaux). Tento typ dostal označení R-40 (AMX R-40).
Celkem bylo vyrobeno 1063 kusů R-35/39/40 pro Francii a dalších 560 tanků pro export.
Tanky se účastnily bojů proti Němcům za invaze do Polska v roce 1939 a za bitvy o Francii z roku 1940. I když měly dobré pancéřování, byly na tom kvůli slabému kanónu a velmi nízké rychlosti dost špatně. Po kapitulaci Francie tanky používaly jednotky francouzské vlády ve Vichy, které s nimi paradoxně bojovaly nejen proti americkým a britským vojskům, ale také proti francouzským vojskům generála de Gaulla. Velké množství tanků ukořistili Němci, kteří je přejmenovali na PzKpfw 35R/-39R/-40R 731 (f) a používali na Balkáně a v Sovětském svazu. U některých tanků R-35 byla odstraněna věž a stroje byly přebudovány na dělostřelecké tahače nebo na stíhače tanků.

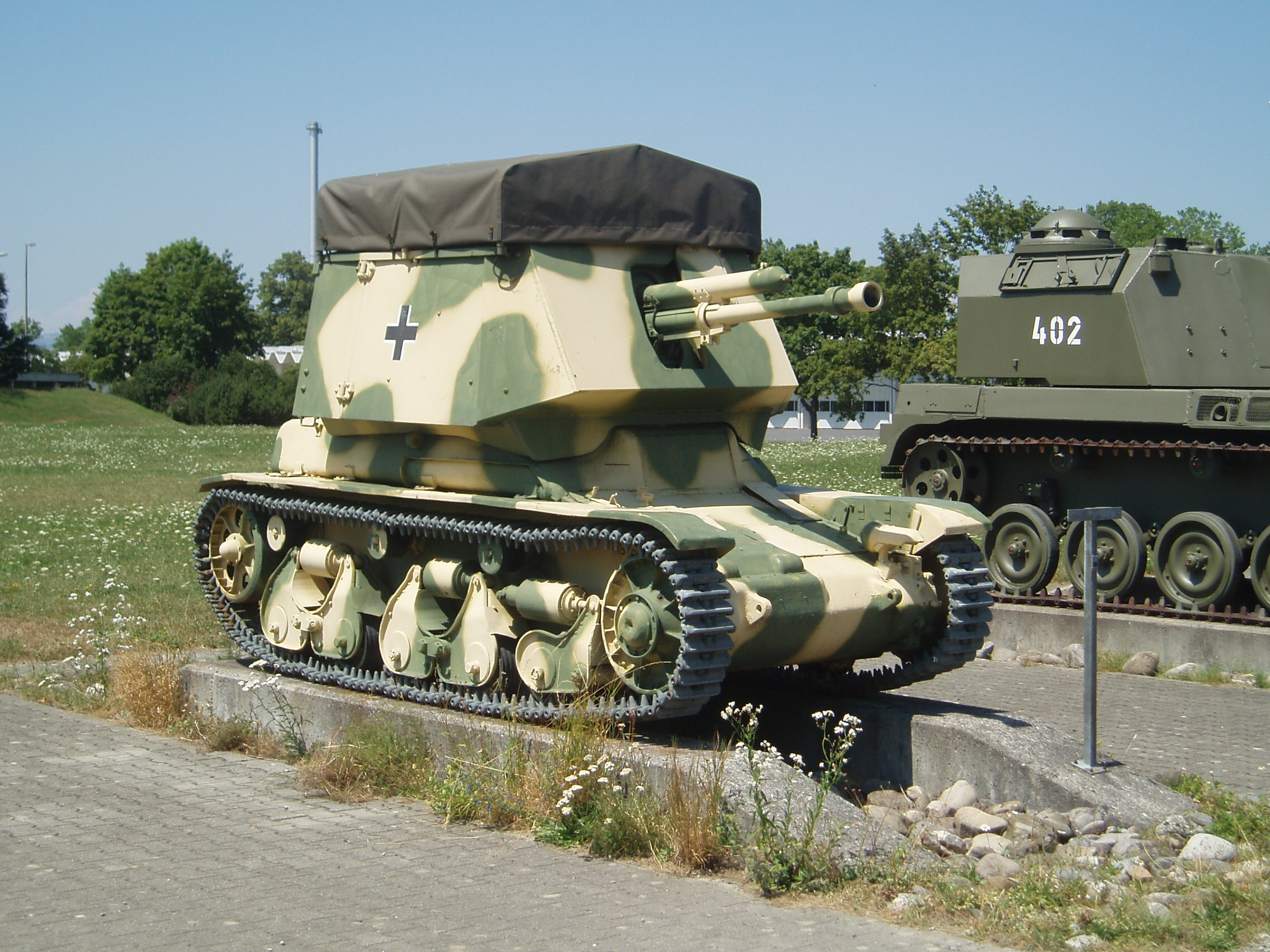
Renault Panzerjäger